# Hydriomena albimonata
Hydriomena albimonata là một loài bướm đêm trong họ Geometridae.